# North Irwin (Pensilvania)
North Irwin es un borough ubicado en el condado de Westmoreland en el estado estadounidense de Pensilvania. En el año 2000 tenía una población de 879 habitantes y una densidad poblacional de 1,663 personas por km².

## Geografía
North Irwin se encuentra ubicado en las coordenadas 40°20′17″N 79°42′39″O / 40.33806, -79.71083.

## Demografía
Según la Oficina del Censo en 2000 los ingresos medios por hogar en la localidad eran de $33,750 y los ingresos medios por familia eran $40,217. Los hombres tenían unos ingresos medios de $29,318 frente a los $19,881 para las mujeres. La renta per cápita para la localidad era de $15,665. Alrededor del 5.8% de la población estaba por debajo del umbral de pobreza.